# 王瑶 (文学史家)
王瑶（1914年—1989年12月13日），山西平遥人，中国文学史家，曾任中国民主同盟中央委员会委员，第二、六、七届全国政协委员。知名学生有錢理群。